# شهر زندگی و مرگ
شهر زندگی و مرگ (انگلیسی: City of Life and Death) فیلمی در ژانر جنگی است که در سال ۲۰۰۹ منتشر شد. از بازیگران آن می‌توان به لیو یه اشاره کرد. این فیلم بازخوانی مدرن و واقع گرایانه از کشتار نانجینگ در سال ۱۹۳۷، شامل شخصیت‌های واقعی زندگی می‌شود، مانند جان رابه، نازی آلمانی، که از عقاید خود برای پناه دادن به غیرنظامیان چینی در برابر حمله به ژاپنی‌ها سرپیچی کرد. دوربین کارگردان لو چوان - که خود یکی از کهنه سربازان ارتش است - نیروهای چینی دستگیر شده و غیرنظامیان نانجینگ را دنبال می‌کند و یک افسر ژاپنی دلسوز را نیز شامل می‌شود (که لو در چین انتقادات قابل توجهی نسبت به آن دریافت کرد). این فیلم سیاه و سفید فیلمبرداری شده‌است.

## داستان
شهر زندگی و مرگ در سال ۱۹۳۷، اندکی پس از آغاز جنگ دوم چین و ژاپن اتفاق می‌افتد. نیروی زمینی امپراتوری ژاپن نانجینگ، پایتخت جمهوری چین (۱۹۴۹–۱۹۱۲) را به تازگی تصرف کرده‌است. آنچه در پی آمد از نظر تاریخی به عنوان کشتار کشتار نانجینگ شناخته می‌شود، یک دوره چند هفته ای که تعداد زیادی از اسیران جنگی و غیرنظامیان چینی توسط ارتش ژاپن کشته شدند.
پس از فرار برخی از فرماندهان ارتش انقلابی ملی از نانجینگ، یک سرباز چینی ستوان لو جیانشیونگ و هم رزمش شونزی سعی دارند گروهی از نیروهای در حال فرار را از خروج از شهر متوقف کنند، اما هنگام خروج از دروازه، توسط نیروهای ژاپنی که شهر را محاصره کرده‌اند اسیر می‌شوند.
در حالی که ژاپنی‌ها شهر را برای نیروهای دشمن جستجو می‌کنند، گروهبان کادوکاوا ماسائو و افرادش توسط لو جیانشیونگ و یک واحد کوچک از سربازان منظم و غیر منظم مورد حمله قرار می‌گیرند که از ساختمان‌ها به سمت آنها شلیک می‌کنند. سرانجام با ورود تعداد بیشتری از نیروهای ژاپنی، لو و همراهانش مجبور به تسلیم می‌شوند. اسیران جنگی چینی به‌طور سیستماتیک به مکانهای مختلف برای اعدام دسته جمعی برده می‌شوند. شونزی و پسری به نام Xiaodouzi از تیراندازی جان سالم به در می‌برند و به منطقه امن نانجینگ، که توسط تاجر آلمانی و عضو حزب نازی جان رابه و دیگر غربی‌ها اداره می‌شود، فرار می‌کنند. هزاران زن، کودک، مرد مسن و سربازان زخمی چینی در این منطقه امن پناه می‌گیرند. با این حال، گروه‌هایی از سربازان ژاپنی که قصد سوءاستفاده جنسی از پناهندگان زن را دارند، چندین بار به زور وارد این منطقه می‌شوند. به دلیل نفوذهای مکرر، از زنان خواسته می‌شود تا موهای خود را کوتاه کنند و مانند مردان لباس بپوشند تا از تجاوز جنسی در امان بمانند. فاحشه ای به نام شیائوجیانگ از این کار امتناع می‌ورزد و می‌گوید برای تأمین هزینه زندگی خود باید موهای خود را نگه دارد.